# Yeoju FC
Yeoju FC ist ein Fußballfranchise aus Yeoju in Südkorea. Der Verein spielt aktuell in der K4 League, der vierthöchsten Spielklasse Südkoreas.

## Geschichte

### Gründung (2017)
Yeoju Citizen FC wurde am 10. September 2017 unter dem Namen Yeoju Sejong FC gegründet und trat am 20. Januar 2018 der K3 League bei. Der Besitzer des Vereins ist offiziell der Yeoju-Markt-Besitzer Won Kyeong-heui, sportlicher Leiter des Vereins ist der Fußballverbandspräsident Yeojus, Yu Ho-il. Erster Trainer des Vereins war Oh Ju-po. Aktueller Cheftrainer ist Shim Bong-seob.

### Premierensaison (2018)
Der Verein spielte von Anfang an um die Play-off-Spiele, zwischendurch sogar um den direkten Aufstieg. Gegen Ende der Saison ließen sie allerdings einige Punkte liegen, sodass sie am Ende der Saison einen mittleren 6. Tabbenplatz erreichten und die Play-off-Spiele knapp verpassten. Im Pokal hingegen, lief es besser. In der 1. Hauptrunde trafen sie auf die Ajou-Universität, welche der Verein mit 2:1 besiegte. In der darauffolgenden Pokalrunde trafen sie auf die Amateurmannschaft von SMC Engineering, welche sie erst im Elfmeterschießen mit 5:4 bezwingen konnten. In der 3. Runde trafen sie auf den Zweitligisten Asan Mugunghwa FC, welchen sie allerdings mit 0:7 unterlagen.

### Gegenwart
Anfang 2019 gab der Verein bekannt, dass man ab dieser Spielzeit unter den Namen Yeoju Citizen FC auflaufen wird. In dieser Spielzeit konnte sich der Verein erneut behaupten und sich auf Platz 4 festigen. Im anschließenden Play-off-Spiel unterlag man allerdings gegen den Ligakonkurrenten Yangju Citizen FC deutlich mit 0:3. Im Pokal kam das Team von Oh Ju-po nur bis zu 2. Hauptrunde. In ihrem ersten Pokalspiel traten sie Auswärts bei der Baejae-Universität, die man mit 3:1 deutlich schlagen konnte. In der darauffolgenden 2. Hauptrunde unterlag die Mannschaft zuhause gegen die Andong-Wissenschafts-Universität mit 0:2. Nach Ende der Spielzeit durchlief der Verein ein Lizenzierungsverfahren zu den Neugegründeten Halbprofiligen K3 League & K4 League. Der Verband gab die Zuteilung zur K4 League bekannt. Zur neuen Spielzeit wurde des Weiteren mit Shim Bong-seob ein neuer Cheftrainer vorgestellt. Unter seiner Führung beendete der Verein die Spielzeit auf einem guten 6. Tabellenplatz, verpasste aber die Play-off-Spiele diesmal deutlich. Auch im Pokal schied man enttäuscht in der 1. Hauptrunde gegen Daejeon Korail FC zuhause mit 1:3 deutlich aus. Zur neuen Spielzeit hin, musste sich der Verein aufgrund Streitigkeiten zwischen dem Sportverband und der Stadt in Yeoju FC umbenennen. Die neue Spielzeit verlief deutlich schlechter als die Spielzeiten davor. Am Ende stand man nur auf einen enttäuschenden 12. Tabellenplatz. Auch im Pokal schied man in der 1. Hauptrunde gegen Goyang Citizen FC erneut knapp im Elfmeterschießen mit 4:5 aus.

### Streit zwischen Sportverband & Stadt
Zum Ende der Spielzeit 2020 hin, entschied überraschend der Sportverband der Stadt die Auflösung des Vereines. Die Stadtverwaltung sowie der Verein und Fanlager reagierten mit Unverständnis und Entsetzung darauf. Kurze Zeit darauf schaltete sich die Städtische Politik in die Thematik ein und kritisierte die Entscheidung des Sportverbandes scharf. Der Verein veröffentlichte kurz darauf eine Protest-Petition, welche von 6.000 Bürgern der Stadt unterschrieben wurde. Aufgrund des Beschlusses vom Sportverband, wurde die Finanzierung des Vereins Ende 2020 eingestellt, sodass der Verein über keine finanziellen Mittel mehr verfügte. Die weitere Finanzierung für die Spielzeit 2021 erfolgte durch Sponsoring und Unterstützung der lokalen Wirtschaft. Der Bürgermeister der Stadt Lee Hang-jin gab Ende Oktober 2020 bekannt, dass er die Entscheidung des Sportverbandes rechtlich überprüfen und anfechten will. Anfang Dezember kam das Gerücht auf, dass der Verein unter verändertem Namen weiter in der K4 League antreten werde. Dieses Gerücht wurde anschließend von der Korea Football Association bestätigt, sodass klar war, dass der Verein nicht aufgelöst wurde. Der Verein trat fortan als unabhängiger Verein in der Liga an und benannte sich in Yeoju FC um, da sie die Bezeichnung Yeoju Citizen FC nicht weiter benutzen durften. Der Vorgang über die Loslösung des Vereins wurde bis zum 8. Februar desselben Jahres erfolgreich abgeschlossen. Ende November 2021 wurde über die Stadtverwaltung die Finanzielle Unterstützung des Vereins entschieden und anschließend wieder hergestellt.

### Historie-Übersicht
| Saison           | Liga            | Kl. | Vereine | Spiele | Pl. | S  | U | N  | Tore  | Pkt. | KFA Cup       | Play-off           | Trainer        |
| Yeoju Sejong FC  |                 |     |         |        |     |    |   |    |       |      |               |                    |                |
| 2018             | K3 League Basic | 5   | 11      | 20     | 6.  | 11 | 1 | 8  | 50:29 | 34   | 3. Hauptrunde | Nicht Qualifiziert | Oh Ju-po       |
| Yeoju Citizen FC |                 |     |         |        |     |    |   |    |       |      |               |                    |                |
| 2019             | K3 League Basic | 5   | 8       | 21     | 4.  | 12 | 2 | 7  | 57:25 | 38   | 2. Hauptrunde | Finalist           | Oh Ju-po       |
| 2020             | K4 League       | 4   | 13      | 24     | 6.  | 12 | 3 | 9  | 37:36 | 39   | 1. Hauptrunde | Nicht Qualifiziert | Shim Bong-seob |
| Yeoju FC         |                 |     |         |        |     |    |   |    |       |      |               |                    |                |
| 2021             | K4 League       | 4   | 16      | 30     | 12. | 8  | 6 | 16 | 34:58 | 30   | 1. Hauptrunde | Nicht Qualifiziert | Shim Bong-seob |
| 2022             | K4 League       | 4   | 17      | 32     | 16. | 8  | 3 | 21 | 36:57 | 27   | 1. Hauptrunde | Nicht Qualifiziert | Shim Bong-seob |

## Aktueller Kader
Stand: Saisonbeginn 2023
| Nr. |           | Position | Name            |
| --- | --------- | -------- | --------------- |
| 1   | Korea Sud | TW       | Tae-in Kim      |
| 2   | Korea Sud | AB       | Woo-hyun Cho    |
| 3   | Korea Sud | AB       | Ji-hyun Park    |
| 4   | Korea Sud | AB       | Oh-sung Lee     |
| 5   | Korea Sud | AB       | Yu-hwan Kim     |
| 6   | Korea Sud | MF       | Seong-hyun Kim  |
| 7   | Korea Sud | MF       | Tae-hyung Lee   |
| 8   | Korea Sud | MF       | Hyun Kang       |
| 11  | Korea Sud | MF       | Chang-gu Han    |
| 12  | Korea Sud | MF       | Jun-hyeong Gwak |
| 13  | Korea Sud | MF       | Isaac Kim       |
| 14  | Korea Sud | AB       | Jeong-jae Lee   |
| 15  | Korea Sud | MF       | Sun-jin Kim     |
| 16  | Korea Sud | MF       | Jun-taek Park   |
| 18  | Korea Sud | TW       | Goung-min Park  |
| 20  | Korea Sud | AB       | Seung-hwan Cho  |

| Nr. |           | Position | Name            |
| --- | --------- | -------- | --------------- |
| 21  | Korea Sud | MF       | Hee-ryun Park   |
| 22  | Korea Sud | AB       | Dong-hyun Song  |
| 23  | Korea Sud | AB       | Hyeon-wang Lee  |
| 24  | Korea Sud | MF       | Seong-ik Kim    |
| 25  | Korea Sud | ST       | Hyuk-joo Kwon   |
| 26  | Korea Sud | MF       | Young-jae Ban   |
| 27  | Korea Sud | ST       | Seung-yun Han   |
| 28  | Korea Sud | AB       | Dong-hyun Lee   |
| 29  | Korea Sud | AB       | Gyeong-chan Cho |
| 31  | Korea Sud | TW       | Jun-seong Seo   |
| 33  | Korea Sud | MF       | Tae-ki Hong     |
| 34  | Korea Sud | AB       | Woo-ri Jo       |
| 35  | Korea Sud | AB       | Ha-da Kang      |
| 44  | Korea Sud | TW       | Sang-jae Kim    |
| 99  | Korea Sud | AB       | Dae-hee Woo     |

### Trainerstab
Stand: 1. Januar 2022
| Aktueller Trainerstab |            |
| Name                  | Funktion   |
| Shim Bong-seob        | Trainer    |
| Lee Hyeong-bong       | Co-Trainer |

## Stadion
| Stadion | Name          | Eigentümer            | Eröffnung | Nutzungszeitraum | Nutzungszeitraum |
| Stadion | Name          | Eigentümer            | Eröffnung | Von              | Bis              |
| ------- | ------------- | --------------------- | --------- | ---------------- | ---------------- |
|         | Yeoju-Stadion | Stadtverwaltung Yeoju | n. b.     | 2018             | Bis jetzt        |